# Aire urbaine de Compiègne
L'aire urbaine de Compiègne est une aire urbaine française centrée sur l'unité urbaine de Compiègne. Composée de 47 communes, elle comptait 97 502 habitants en 2012. Dans sa délimitation de 1999, elle comptait 60 communes.

## Caractéristiques en 1999
D'après la définition qu'en donne l'INSEE, l'aire urbaine de Compiègne est composée de 60 communes, situées dans l'Oise. Ses 108 234 habitants font d'elle la 69e aire urbaine de France.
14 communes de l'aire urbaine sont des pôles urbains.
Le tableau suivant détaille la répartition de l'aire urbaine sur le département (les pourcentages s'entendent en proportion du département) :
| Département | Communes | Communes (%) | Superficie (km²) | Superficie (%) | Population (1999) | Population (%) |
| ----------- | -------- | ------------ | ---------------- | -------------- | ----------------- | -------------- |
| Oise        | 60       | 8,7          | 556,78           | 9,5            | 108 234           | 14,1           |